# Lucas Olaza
Lucas René Olaza Catrofe (Montevideo, 21 luglio 1994) è un calciatore uruguaiano, difensore del Krasnodar e della nazionale uruguaiana.

## Carriera

### Club
Ha iniziato a giocare nel settore giovanile del River Plate (M), con cui nel 2011 ha anche esordito in prima squadra, giocando una partita in Primera Division, la massima serie uruguayana. Nella stagione 2012-2013 ha invece giocato 15 partite, segnando anche un gol; l'anno seguente ha poi esordito nelle coppe continentali sudamericane, giocando 4 partite in Copa Sudamericana. Nel gennaio 2014 è passato in prestito all'Atletico Paranaense, squadra della massima serie brasiliana, con cui ha giocato 4 partite in Copa Sudamericana.
Nella stagione 2015-2016 milita in Spagna, nella squadra riserve del Celta Vigo.

### Nazionale
È stato nella lista dei convocati per i Mondiali Under-20 del giugno 2013, chiusi dalla sua nazionale con una sconfitta ai rigori in finale contro la Francia, nei quali ha giocato una partita.
Il 14 giugno 2023 esordisce in nazionale maggiore nel successo per 4-1 in amichevole contro il Nicaragua.

## Statistiche

### Presenze e reti nei club
Statistiche aggiornate all'11 aprile 2023
| Stagione                      | Squadra                       | Campionato                    | Campionato | Campionato | Coppe nazionali | Coppe nazionali | Coppe nazionali | Coppe continentali | Coppe continentali | Coppe continentali | Altre coppe | Altre coppe | Altre coppe | Totale | Totale |
| Stagione                      | Squadra                       | Comp                          | Pres       | Reti       | Comp            | Pres            | Reti            | Comp               | Pres               | Reti               | Comp        | Pres        | Reti        | Pres   | Reti   |
| ----------------------------- | ----------------------------- | ----------------------------- | ---------- | ---------- | --------------- | --------------- | --------------- | ------------------ | ------------------ | ------------------ | ----------- | ----------- | ----------- | ------ | ------ |
| 2012                          | River Plate (M)               | PD                            | 1          | 0          | -               | -               | -               | -                  | -                  | -                  | -           | -           | -           | 1      | 0      |
| 2012-2013                     | River Plate (M)               | PD                            | 15         | 1          | -               | -               | -               | CS                 | 4                  | 0                  | -           | -           | -           | 19     | 1      |
| ago.-dic. 2013                | River Plate (M)               | PD                            | 15         | 6          | -               | -               | -               | -                  | -                  | -                  | -           | -           | -           | 15     | 6      |
| Totale River Plate Montevideo | Totale River Plate Montevideo | Totale River Plate Montevideo | 31         | 7          |                 | -               | -               |                    | 4                  | 0                  |             | -           | -           | 35     | 7      |
| 2014                          | Athl. Paranaense              | A1/PR+A                       | 3+6        | 0+0        | CB              | 0               | 0               | CL                 | 0                  | 0                  | -           | -           | -           | 9      | 0      |
| gen.-giu. 2015                | Athl. Paranaense              | A1/PR+A                       | 1+0        | 0+0        | CB              | 1               | 0               | -                  | -                  | -                  | -           | -           | -           | 2      | 0      |
| Totale Atletico Paranaense    | Totale Atletico Paranaense    | Totale Atletico Paranaense    | 4+6        | 0+0        |                 | 1               | 0               |                    | -                  | -                  |             | -           | -           | 11     | 0      |
| 2016                          | Danubio                       | PD                            | 5          | 0          | -               | -               | -               | -                  | -                  | -                  | -           | -           | -           | 5      | 0      |
| gen.-lug. 2017                | Danubio                       | PD                            | 22         | 6          | -               | -               | -               | CS                 | 2                  | 2                  | -           | -           | -           | 24     | 8      |
| Totale Danubio                | Totale Danubio                | Totale Danubio                | 27         | 6          |                 | -               | -               |                    | 2                  | 2                  |             | -           | -           | 29     | 8      |
| 2017-2018                     | Talleres (C)                  | PD                            | 24         | 4          | CA              | 0               | 0               | -                  | -                  | -                  | -           | -           | -           | 24     | 4      |
| 2018-gen. 2019                | Boca Juniors                  | PD                            | 4          | 0          | CA              | 1               | 0               | CL                 | 6                  | 0                  | -           | -           | -           | 11     | 0      |
| feb.-giu. 2019                | Celta Vigo                    | PD                            | 10         | 0          | CR              | 0               | 0               | -                  | -                  | -                  | -           | -           | -           | 10     | 0      |
| 2019-2020                     | Celta Vigo                    | PD                            | 35         | 1          | CR              | 2               | 0               | -                  | -                  | -                  | -           | -           | -           | 37     | 1      |
| 2020-gen. 2021                | Celta Vigo                    | PD                            | 18         | 0          | CR              | 0               | 0               | -                  | -                  | -                  | -           | -           | -           | 18     | 0      |
| Totale Celta Vigo             | Totale Celta Vigo             | Totale Celta Vigo             | 63         | 1          |                 | 2               | 0               |                    | -                  | -                  |             | -           | -           | 65     | 1      |
| gen.-giu. 2021                | Real Valladolid               | PD                            | 14         | 1          | CR              | 0               | 0               | -                  | -                  | -                  | -           | -           | -           | 14     | 1      |
| 2021-gen. 2022                | Real Valladolid               | PD                            | 11         | 0          | CR              | 3               | 0               | -                  | -                  | -                  | -           | -           | -           | 14     | 0      |
| gen.-giu. 2022                | Elche                         | PD                            | 5          | 1          | CR              | 0               | 0               | -                  | -                  | -                  | -           | -           | -           | 5      | 1      |
| 2022-2023                     | Real Valladolid               | PD                            | 23         | 0          | CR              | 0               | 0               | -                  | -                  | -                  | -           | -           | -           | 23     | 0      |
| Totale Real Valladolid        | Totale Real Valladolid        | Totale Real Valladolid        | 48         | 1          |                 | 3               | 0               |                    | -                  | -                  |             | -           | -           | 51     | 1      |
| 2023-2024                     | Krasnodar                     | PL                            | 23         | 1          | KR              | 4               | 0               | -                  | -                  | -                  | -           | -           | -           | 27     | 1      |
| Totale carriera               | Totale carriera               | Totale carriera               | 235        | 21         |                 | 11              | 0               |                    | 12                 | 2                  |             | -           | -           | 258    | 23     |

## Palmarès
- Campionato russo: 1

Krasnodar: 2024-2025